# Ангольська кванза
Ангольська кванза — грошова одиниця Анголи; дорівнює 100 сентимо.
Валюта отримала назву на честь річки Кванза, що протікає територією Анголи.
Банкноти у кванза були випущені 8 січня 1977 року та обмінювалися за співвідношенням 1:1 на грошові знаки в ангольських ескудо, які, у свою чергу, замінили з 1 січня 1959 року грошові знаки у анголярах, що перебували в обігу з вересня 1926 року.
Усі сучасні грошові знаки Анголи були випущені після деномінації 2000 року, а купюри номіналом 200, 500, 1000 і 2000 кванза з'явилися в 2003 році. Кванза має міжнародне позначення — АОА та внутрішньодержавне позначення — Kzr.

## Опис
| Серія 1999–2003 років | Серія 1999–2003 років | Серія 1999–2003 років | Серія 1999–2003 років | Серія 1999–2003 років  | Серія 1999–2003 років                                                   | Серія 1999–2003 років              | Серія 1999–2003 років |
| Зображення            | Зображення            | Номінал (кванз)       | Розмір (мм)           | Основні кольори        | Опис                                                                    | Опис                               | Рік друку             |
| Аверс                 | Реверс                | Номінал (кванз)       | Розмір (мм)           | Основні кольори        | Аверс                                                                   | Реверс                             | Рік друку             |
| --------------------- | --------------------- | --------------------- | --------------------- | ---------------------- | ----------------------------------------------------------------------- | ---------------------------------- | --------------------- |
|                       |                       | 1                     | 66 х 132              | коричневий, рожевий    | Подвійний профільний портрет Жозе Едуарду душ Сантуша та Агостіньо Нето | Збиральниці бавовни                | 1999                  |
|                       |                       | 5                     | 66 х 138              | синій, блакитний       | Подвійний профільний портрет Жозе Едуарду душ Сантуша та Агостіньо Нето | Дорога в гори С'єрра да Леба       | 1999                  |
|                       |                       | 10                    | 66 х 144              | червоний, рожевий      | Подвійний профільний портрет Жозе Едуарду душ Сантуша та Агостіньо Нето | Дві антилопи                       | 1999                  |
|                       |                       | 50                    | 66 х 150              | блакитний, жовтий      | Подвійний профільний портрет Жозе Едуарду душ Сантуша та Агостіньо Нето | Нафтова платформа                  | 1999                  |
|                       |                       | 100                   | 66 х 156              | коричневий, жовтий     | Подвійний профільний портрет Жозе Едуарду душ Сантуша та Агостіньо Нето | Будівля Національного банку Анголи | 1999                  |
|                       |                       | 200                   | 66 х 160              | фіолетовий, зелений    | Подвійний профільний портрет Жозе Едуарду душ Сантуша та Агостіньо Нето | Набережна Луанди                   | 2003                  |
|                       |                       | 500                   | 66 х 162              | помаранчевий, жовтий   | Подвійний профільний портрет Жозе Едуарду душ Сантуша та Агостіньо Нето | Суцвіття бавовни на плантації      | 2003                  |
|                       |                       | 1000                  | 66 х 164              | червоний, помаранчевий | Подвійний профільний портрет Жозе Едуарду душ Сантуша та Агостіньо Нето | Суцвіття кави на плантації         | 2003                  |
|                       |                       | 2000                  | 66 х 166              | зелений, помаранчевий  | Подвійний профільний портрет Жозе Едуарду душ Сантуша та Агостіньо Нето | Рибацький човен біля берега        | 2003                  |